# Paul Ariste
Paul Ariste (Rääbise, 3 februari 1905 – Tartu, 2 februari 1990) was een Estisch taalkundige, die bekend werd door zijn studies op het gebied van Fins-Oegrische talen (met name Estisch en Wotisch), Jiddisch, Baltisch-Romaanse talen en Esperanto.

## Biografie
Ariste werd geboren als Paul Berg, maar liet in 1927 zijn achternaam veranderen naar het meer Estische Ariste. Hij studeerde aan de Universiteit van Tartu en werkte daarna een tijdje aan deze universiteit.
Ariste schreef zijn masterproefschrift ("Eesti-rootsi laensõnad eesti keeles") over leenwoorden in het Estisch uit onder andere het Zweeds en Estisch-Zweedse dialecten. Zijn doctoraatproefschrift ging over het Hiiumaadialect van het Estisch. Van 1945 tot 1946 werd Ariste door de Sovjet-autoriteiten vastgehouden omdat hij lid was van de Veljesto, een studentenvereniging die zich inzette voor een onafhankelijk Estland.
Ariste was hoofd van het Fins-Oegrische departement aan de universiteit van Tartu. Tevens was hij een van de belangrijkste taalkundigen die bijdroeg aan de heropleving van de studie van Fins-Oegrische talen in de Sovjet-Unie. Ariste richtte het tijdschrift Sovetskoye finnougrovedeniye op.
Ariste was tevens een interlinguïst, geolinguïst en esperantoloog. Van 1963 tot 1967 was hij lid van de Akademio de Esperanto. Verder werd hij genoemd als een van de honderd prominentste esperantisten in een uitgave van het Esperantotalig tijdschrift La Ondo uit 2000.
Ariste ligt begraven op de Raadi-begraafplaats in Tartu.